# Ferdinand Hofer

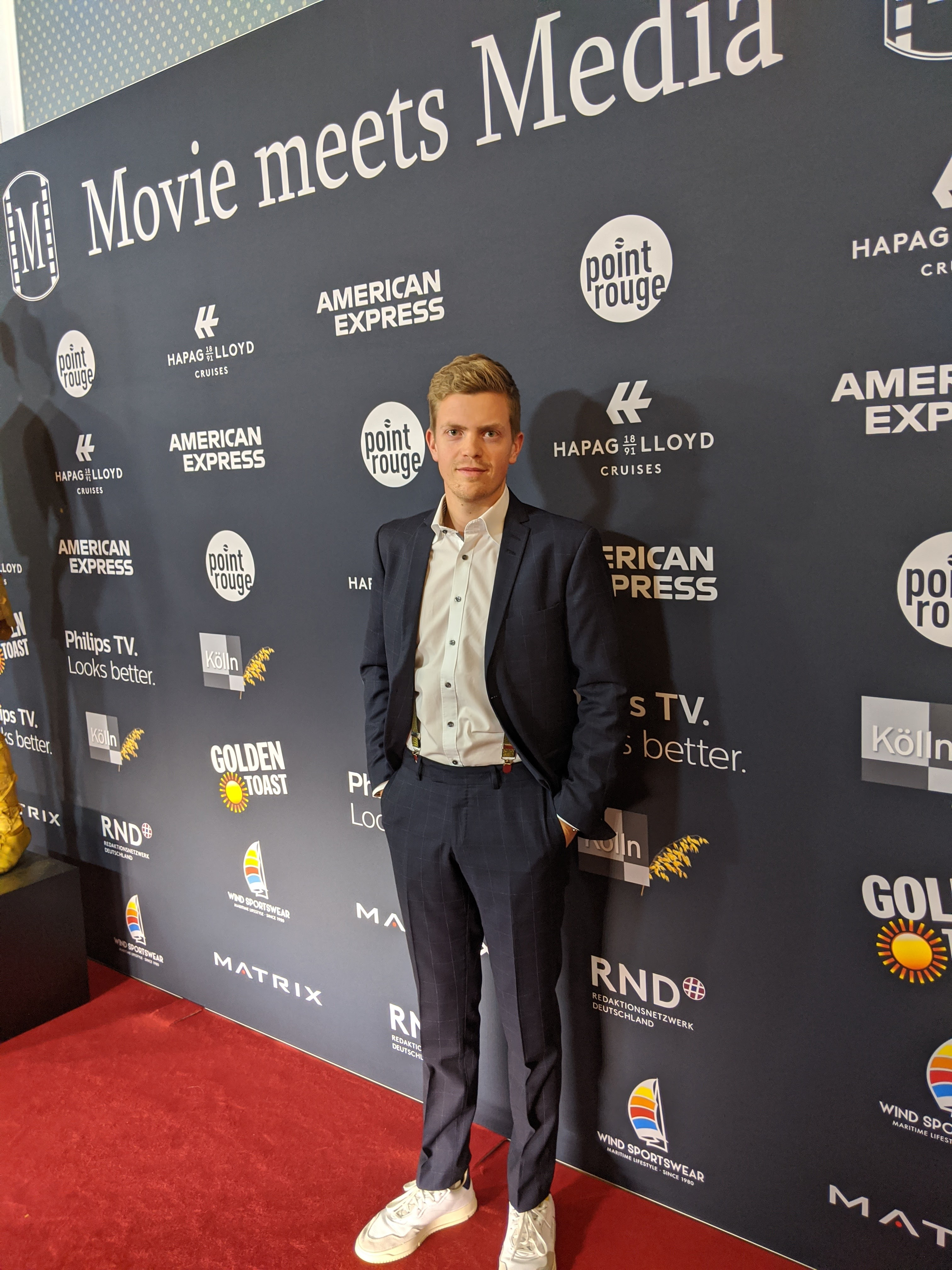
Ferdinand Hofer (November 2019)

Ferdinand Hofer (* 10. Mai 1993) ist ein deutscher Schauspieler.

## Leben
Hofer stammt aus der Gemeinde Weyarn im Landkreis Miesbach, wo er aufwuchs.
Hofer absolvierte das Abitur am Gymnasium Miesbach. Ab 2012 studierte er Betriebswirtschaft mit Schwerpunkt Maschinenbau an der Technischen Universität München, wo er 2015 den Bachelor und 2019 den Master erwarb. Das Studium absolvierte er neben der Schauspielerei, wobei diese weiterhin sein Fokus war. Hofer lebt in München-Bogenhausen.

## Karriere
Hofer spielte schon in der Schule einige Hauptrollen im Schultheater. 2011 trat er in Miesbach in einer Schultheateraufführung in der Titelrolle des Musicals Joseph & the Amazing Technicolor Dreamcoat auf.
Mit 12 Jahren wurde er von dem bayerischen, ebenfalls aus dem Landkreis Miesbach stammenden Regisseur Marcus H. Rosenmüller, den er über seinen Onkel kennenlernte, für dessen Film Schwere Jungs entdeckt. Er spielte darin im Alter von 13 Jahren den Jungen Toni. 
Er wurde anschließend von einer Schauspielagentur unter Vertrag genommen und wirkte seitdem in einigen erfolgreichen Kino- und Fernsehproduktionen mit, u. a. in Die Perlmutterfarbe (2009), ebenfalls unter der Regie von Marcus H. Rosenmüller, Weniger ist Mehr (2013), sowie seit 2013 in der Filmreihe der Eberhoferkrimis, in denen er Max Simmerl, den Sohn des Metzgers Simmerl spielt.
In der Fernsehserie Dahoam is Dahoam spielte er 2013 die Nebenrolle des Benny, den ehemaligen Schulfreund der Serienhauptfigur Charlotte „Charlie“ Keller.
2013 wurde Hofer als neuer Assistent für die Münchner Hauptkommissare Batic und Leitmayr in der ARD-Kriminalfilmreihe Tatort verpflichtet. Sein Tatort-Debüt hatte er im Mai 2014 im Tatort: Am Ende des Flurs. Er spielte darin in seinem Debüt den 23-jährigen, frisch von der Polizeischule kommenden Kriminalassistenten Kalli Hammermann. Diese Rolle übernahm Hofer auch in den weiteren Münchner Tatort-Folgen seit 2014. 
In der österreichischen Krimiserie SOKO Kitzbühel (2018) war Hofer in einer Episodenhauptrolle als Innsbrucker Medizinstudent, der ehrenamtlich als Krankenhausclown arbeitet, zu sehen. In der 35. Staffel der ZDF-Serie SOKO München (2020) hatte Hofer eine der Episodenhauptrollen als tatverdächtiger Freund einer getöteten Schneidergesellin auf der Walz.

## Filmografie (Auswahl)

### Kino
- 2006: Schwere Jungs
- 2009: Die Perlmutterfarbe
- seit 2013: Eberhoferkrimi (Filmreihe)
- 2016: In Our Country (Kurzfilm)
- 2020: Das Glaszimmer

### Fernsehen
- 2013: Weniger ist Mehr
- seit 2014: Tatort (Fernsehreihe, einzelne Folgen → siehe Batic und Leitmayr)
- 2018: Rufmord
- 2018: SOKO Kitzbühel (Fernsehserie, Folge Wenn die Maske fällt)
- 2020: SOKO München (Fernsehserie, Folge Auf der Walz)
- 2021: Watzmann ermittelt (Fernsehserie, Folge Abschlag)
- 2021: Kroymann (Fernsehserie)
- seit 2021: Zimmer mit Stall (Fernsehreihe)
- 2024–2025: School of Champions (Fernsehserie)
- 2025: SOKO Donau/SOKO Wien (Fernsehserie, Folge: Blunznfett durchs Leben)